# Tengri
Tengri (törökül Tanrı, mongolul Тэнгэрээ, bolgár-törökül Тангра, perzsául Aszpandiát) a  régi sztyeppei népek (hsziungnuk, hunok, törökök), a mongol hszienpejek (xianbeik), továbbá egyes nézetek szerint a magyarok ősvallásának, a tengrizmusnak a legfőbb istensége.  Az elképzelés analóg a Nyugat-Csou (Nyugat-Zhou) dinasztia idején (i.e. XI.–- VIII. század) elterjedt kínai tien (tian) li elképzelésével és a taoista 靝 új szó megalkotásával (melyben a 青 a "kék" és a 氣 "qi", pl. "kék mennyország"). Innen ered a hasonló konfuciuszi (Kǒng Fūzǐ-i) koncepció is. A négy irány közül a kínai csillagászatban keletet a Kék Sárkány, nyugatot a Fehér Tigris, délt a Vörös Főnix, északot a Fekete Kígyóteknős jelképezte, ami hasonlít a tengrizmusban alkalmazott szimbólumokhoz.
A tengrizmusban elvileg nincsenek szimbólumok, azonban gyakran alkalmazzák a Világfa és a négy égtáj jelképeit. Gyakran összekeverik a napimádó vallásokkal, pedig a Nap csak Tengrinek egy jele. A drámaian piramis alakú hegyet, melyről hosszú ideig azt tartották, az a Kazahsztán és Kirgizisztán közti határ legmagasabb pontja, Khan Tengrinek nevezték el. A tengrizmus szent helye Ötüken, ezt jelképezi az Ötüken és Tengri összetételéből létrejövő Otgontenger-hegy neve.

## A név eredete
A szóalak már a legkorábbi ótörök orkhoni köktürk feliratokon is megjelenik teŋri formában, ejtése körülbelül tengri. Egyszerre jelenti a főistent, az egeket és a mennyet. A legtöbb török nyelvben máig fennmaradt hasonló kiejtésekkel. A nosztratikus nyelvelmélet szerint a szó rokona a mongol és ójapán „eskü” szónak (taŋɣaraɣ, ejtsd tanara, illetve tigír). A török nyelvészek szerint a sumer dingir („isten”) fogalommal áll kapcsolatban. A „dingir” mint írásjel egyébként is az égboltra (an) és az égistenre (An, akkád Anum) utal, csakúgy, mint Tengri funkciói. Eredetileg Tengir vagy Tenger lehetett, ennek emlékét a kazak és kirgiz nyelvek őrzik. Ez a forma maradt fenn a mongol nyelvben is, ami korai átvételre utal.

## Hsziungnu változat
Először a kínai feljegyzésekben  “diu lie (dhiu liei)” néven szerepelt (kínaiul: :撑|撑 犁|犁).
"匈奴谓天为撑犁” : A hunok Tengrit Tiannak (天, kínaiul ég vagy mennyország) nevezik.

## Mongol változat
A legfőbb lények a mongol tengrizmusban Égapa (Tengri/Tenger Etseg) és Földanya (Eje/Gazar Eej). A történelemben Dzsingisz kán, a mongolok egyesítője hatalmát egyenesen Tengritől kapott felhatalmazásnak tulajdonította, és minden kiadványát a következő szavakkal kezdte: „Az Örökkévaló Kék Mennyország akaratából”. Menyatyát azért imádjuk, ami ő valójában, az időtlen és végtelen kék égért. Nem látták még soha emberalakban, de azt mondták, két fia van.
Geszer a tangrizmus egyik nagy hőse, az egyik égi lélek reinkarnációja, akit azért küldtek a Földre, hogy segítsen az embereknek abban, hogy sámánként szolgáljanak. Történetét egy nagyon hosszú eposz örökítette meg, melyet több napon keresztül szoktak egy lófej alakú hegedűvel előadni.

## Bolgár-török változat
Tangra Égatya a legfőbb istenség. A kán a legnagyobb sámán, aki az istennel tartja a kapcsolatot. Valójában azonban a nedjin, a törzs legidősebb sámánja volt a kapcsolattartó.

## Türk változat

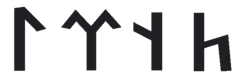
A tengri szó türk rovásírással

Tengri vagy a kék ég istene a türk pantheon legfőbb istene, aki a mennyei világegyetemet irányítja. Az ókori türk mitológiában egy egyszerű, fehér liba, aki az időt jelképező végtelen kiterjedésű víztömeg fölött repül. A víz alól Ak Ana ("Fehér Anya") megszólítja, s azt mondja neki, "Teremts". Hogy véget vessen egyedüllétének, Tengri megalkotja Er Kishit, aki nem olyan egyszerű és olyan fehér mint Tengri, s ketten megalkotják a világot. Er Kishi ördögi szerepet tölt be, aki megkísérti az embereket, megvezeti őket, és a sötétségbe taszítja követőit. Tengri felveszi a Tengri Ülgen nevet, és visszavonul a mennyországba, ahonnan megszentelt állatokon keresztül megpróbálja a jó útra vezetni az embereket. Ak Tengris elfoglalja a mennyek ötödik szintjét. Azok a sámánok, akik imáikkal Tengri Ülgent akarják elérni, ennél a szintnél soha nem jutnak tovább. Itt mondhatják el kívánságaikat az isteni kalauzoknak. Vissza akarnak térni a Földre vagy az emberek szintére, akkor egy liba alakú csónakban foglalnak helyet.
A középkor előtti volt türk államok – így többek között a göktürkök országa –, ahol a kán hatalmát közvetlenül Tengritől eredeztette. Ezeket az uralkodókat általában Tengri gyermekeiként kezelték, akik az istent képviselték a Földön. Tengrikut, kutluġ és kutalmysh címük azon a hiten nyugodtak, hogy rajtul keresztül elérhetik az uralkodónak Tengriáltal adományozott hatalmas szellemet.
A türkök örökösei általában állatimádók és természetimádók voltak. A sámánista hitükön keresztül tisztelték az égi isteneket és azokat a természeti erőket, melyek számukra nélkülözhetetlenek voltak. Az ókori türk világban– mint ahogy ma is – az istenre a "Tengri" szót használták. Vallási szokásaik szerint az eget Tengrivel azonosították. Tengri a főisten, aki mindent mást létrehozott. Ezen az égi istenen felül voltak más istenségek is, akik Tengri akaratát szolgálták ki.
Mahmud Kashgari véleménye szerint Tengrinek tulajdonították a növények növekedését és a fény terjedését. A türkök a tengri szót melléknévként is használták, ebben a formában jelentése "mennyei" volt. Minden olyan dolgot ezzel a jelzővel illettek, mely magas volt. Ilyennek tekintették a fákat, a hegyeket, s ezek előtt mindig meg is hajoltak.
A mai török nyelvben a "Tanrı" alakot használják általában az "isten" megjelölésére. Ugyanígy nevezik az ábrahámita vallások Istenét is. A törökök gyakran használják ezt az iszlám Istenre is, akinek az arab eredetű neve Allah. Úgy gondolják, a "Tengri" a legrégebbi ismert török szó, melynek eredete az i.e. VI. század környékére tehető.
Az egyistenhívő tengrizmus váltotta fel a türkök régebbi többistenhitét. Régebbi vallásuk ugyanolyan volt, mint a hunoké, az avaroké és a korai magyaroké.
Stefan Georg nemrégiben nyilvánosságra hozott írása szerint a "Tengri" jelző jenyiszeji eredetű lehet.

## Magyar változat
A magyarok elei, mint a sztyeppi népek általában, Tengri-hívők voltak. A magyar tenger szó ennek ékes tanúsága. Az ősmagyar hitben a földi világ az égi világ mása, a tenger kékje az ég kékjének tükörképe.
A Czuczor Gergely és Fogarasi János szerkesztette magyar nyelv szótára szerint az isten szavunk is a Tengrivel rokonítható, de az ősi magyar eredetet is elfogadhatónak tartották. A jelenkori kutatások eredményei szerint a magyar isten szó inkább Istemi jabgu, a Türk Birodalom egyik társalapítójának nevéből származik.[forrás?]

## Hasonlóságok a kínaiTiennel(Tiannal)
Tengri a kínai Tien (Tian) li megfelelője. A német Axel Schüssler sinológus úgy véli, a tengri etimológiájában megtalálható a tien (tian) 天 „ég, mennyország, isten” és a li 理 „indoklás, rituál, etikett, moralitás”: 
„Mivel Tiān istenség a Cou (Zhou) dinasztiával (egy nyugati államban) jelent meg a közép-ázsiai eredet elképzelhetőnek tűnik. Azonban meg kell jegyezni, hogy a mongol tengri (ég, menny, mennyei fenség)  (Shaughnessy Sino-Platonic Papers, 1989. július, és más, a Sirakava Sizukához hasonló emlékek ennél régbbi eredetűek.” (2007:495)
Míg több nyelvész amellett érvel, hogy a tien (tian) hozzátartozik a tengri szótörténetéhez, addig más nyelvészek a türk eredetet hangsúlyozzák.

## Emlékek
Az Antarktisznál lévő Déli-Shetland-szigetekhez tartozó Livingston-szigeten álló Tangra-hegység az istenségről kapta a nevét. Tangra a név bolgár-török változata.

## Fordítás
- Ez a szócikk részben vagy egészben  a   Tengri című angol Wikipédia-szócikk ezen változatának fordításán alapul.  Az eredeti cikk szerkesztőit annak laptörténete sorolja fel. Ez a jelzés csupán a megfogalmazás eredetét és a szerzői jogokat jelzi, nem szolgál a cikkben szereplő információk forrásmegjelöléseként.

## További tudnivaló
- A türkök istenei (Tengrizmus)
- A tengrizmus körforgása Archiválva 2006. szeptember 9-i dátummal a Wayback Machine-ben
- Excerpt from Tengrianizm: Religion of Turks and Mongols, by Rafael Bezertinov Archiválva 2006. január 5-i dátummal a Wayback Machine-ben
- Sámánizmus (tengrizmus Mongóliában
- Julie Stewart tanfolyama a mongol sámánizmusról: Bevezetés